# Em Nome da Lei
Em Nome da Lei é um filme brasileiro de 2016, dos gêneros ação, drama e suspense, dirigido por Sérgio Rezende.
Sua estreia ocorreu no dia 21 de março de 2016 pela Fox Film. A gravação do filme aconteceu na cidade de Dourados, no estado de Mato Grosso do Sul, na primeira mansão do município, que pertencia na década de 80 e 90 à família Garcete, sendo uma das mais tradicionais do município, localizada na rua Albino Torraca esquina com a Olinda Pires de Almeida.

## Sinopse
Conta a história de um jovem juiz federal que atua na fronteira do Brasil com o Paraguai. Baseado na história do juiz Odilon de Oliveira.

## Elenco
- Mateus Solano como Vitor
- Chico Diaz como Gomez
- Paolla Oliveira como Alice
- Emilio Dantas como Hermano
- Eduardo Galvão como Elton
- Silvio Guindane como Cebola
- Paulo Reis como Desembargador Silveira
- Roberto Birindelli como General Ramirez
- Juliana Lohmann como Luna
- Gustavo Nader como Zezé
- Leonardo Netto	como Dr. Aloísio
- Carolina Chalita - Pink